# Fredrik Adilz
John Fredrik Adilz, född 17 december 1890 i Barkeryds socken, död 15 augusti 1978 i Stockholm, var en svensk officer i Armén och senare Flygvapnet.

## Biografi
Adilz blev fänrik i Armén 1925 vid Kalmar regemente (I 21). Han befordrades till löjtnant 17, till kapten i Flygvapnet 1926, till major 1937 och till överstelöjtnant 1941.
Adilz inledde sin militära karriär i Armén. 1919 inledde Adilz sin flygarkarriär, och han övergick till Flygvapnet 1926. 1941–1942 var han chef över nybildade Norrbottens flygbaskår (F 21). 1942–1945 var han chef för Östra flygbasområdet (Flybo O). Adilz avgick som överstelöjtnant 1946. Efter sin avgång var han verksam som bland annat byråchef vid Luftfartstyrelsen och chef för dess marktjänstbyrå. Adilz gick i pension 1956. Åren 1939–1942 var han även styrelseledamot i Svenska aeroklubben. Adilz blev riddare av Svärdsorden 1936.
Adilz gifte sig 1923 med Marianne Krautmeyer, dotter till Adolf Krautmeyer. Tillsammans fick makarna tre barn, Bengt, Fritz och Birgitta.